# Шмркович, Рейхан
Рейхан Шмркович (серб. Рејхан Шмрковић; 18 декабря 1991 года, Сйеница, СФРЮ) — сербский лыжник, участник Олимпийских игр в Сочи. Младший брат участницы олимпийских игр в Ванкувере, лыжницы Белмы Шмркович.

## Карьера
В Кубке мира Шмркович никогда не выступал. Регулярно и успешно выступает в Балканском кубке, где его лучшим результатом в общем итоговом зачёте стало 5-е место в сезоне 2011-12.
На Олимпийских играх 2014 года в Сочи был 76-м в спринте, кроме того стартовал в гонке на 15 км классическим стилем, но сошёл с дистанции.
За свою карьеру принимал участие в двух чемпионатах мира, лучший результат 112-е место в спринте на чемпионате мира 2009 года.